# 59P/Kearns-Kwee
59P/Kearns-Kwee, komet Jupiterove obitelji. 